# Sint-Laurentiuskerk (Laurensberg)
De rooms-katholieke Sint-Laurentiuskerk (Kirche St. Laurentius) is een monumentaal kerkgebouw in Laurensberg, een Stadtteil van Aken in Noordrijn-Westfalen.

## Geschiedenis
De kerk ligt aan een oude, reeds in de Romeinse tijd bestaande, weg van Heerlen naar Aken op een hoogte van circa 200 meter boven zeeniveau en ligt daarmee duidelijk hoger dan haar omgeving. 
Het jaar 870 was het jaar dat er voor het eerst melding werd gedaan van de kerk. Koning Lodewijk de Duitser, een zoon van Lodewijk de Vrome, droeg de kerk ad antiquum campum (bij het oude kamp) over aan de abt Ansbald van Prüm. Tot de 11e eeuw behoorde ook Horbach tot het parochiegebied van Sint-Laurentius. Tijdens de funderingswerkzaamheden bij de bouw van de huidige kerk werd een Romeinse viergodensteen en ook stenen met mortel uit de 9e eeuw gevonden. Tot 1218 is er verder niets bekend over de kerk. In een oorkonde van de Keulse aartsbisschop Engelbert I werd het patrocinium van Laurentius van Rome voor het eerste genoemd. Van een priester werd voor het eerst in 1240 gewag gemaakt.   
In de 15e eeuw werd een nieuwe kerk in laatgotische stijl opgericht. Van deze laatgotische bouw bleven na een brand in 1780 slechts het koor en de toren bewaard. De bekroning van de toren dateert van na de brand. Aan de toren werd in 1807 de eerste school van de plaats gebouwd. Pas in 1912 werd het oude gebouw gesloopt en door een nieuw kerkgebouw vervangen.
In 1975 trof een nieuwe brand het gebouw en wel dermate, dat de kerk gesloten moest worden. Professor Erich Heyne ontwierp de nieuwe vormgeving van het interieur en hield daarbij rekening met de nieuwe liturgische eisen van het Tweede Vaticaanse Concilie.
De drieschepige hallenkerk werd door Joseph Buchkremer, die als architect voor de Dom van Aken werkzaam was, gebouwd. Voor de gotiserende elementen, zoals de gewelven en de ramen, tekende de conservator Paul Clemen. 
In 1991 werden de glas in lood-ramen van Ludwig Schaffrath ingebouwd. Verder behoren beelden uit de tijd van de 16e en 17e eeuw tot de inrichting. Het parochiearchief bezit kerkboeken sinds 1686.